# Champion Carnival

Le Champion Carnival (チャンピオン・カーニバル|Chanpion Kānibaru ?) est une compétition masculine de catch professionnel qui se déroule ordinairement tous les ans à la All Japan Pro Wrestling au Japon.

## Résultats

### Liste des champions
| Année       | Vainqueur                | Finaliste                | référence                |
| ----------- | ------------------------ | ------------------------ | ------------------------ |
| 1973        | Giant Baba               | Mark Lewin               | [ 1 ]                    |
| 1974        | Giant Baba               | Mr. Wrestling (en)       |                          |
| 1975        | Giant Baba               | Gene Kiniski             |                          |
| 1976        | Abdullah the Butcher     | Giant Baba               |                          |
| 1977        | Giant Baba               | Jumbo Tsuruta            |                          |
| 1978        | Giant Baba               | Abdullah the Butcher     |                          |
| 1979        | Abdullah the Butcher     | Jumbo Tsuruta            |                          |
| 1980        | Jumbo Tsuruta            |                          |                          |
| 1981        | Giant Baba               |                          |                          |
| 1982        | Giant Baba               |                          |                          |
| 1983 à 1990 | Pas de Champion Carnival | Pas de Champion Carnival | Pas de Champion Carnival |
| 1991        | Jumbo Tsuruta            |                          |                          |
| 1992        | Stan Hansen              |                          |                          |
| 1993        | Stan Hansen              |                          |                          |
| 1994        | Toshiaki Kawada          |                          |                          |
| 1995        | Mitsuharu Misawa         |                          |                          |
| 1996        | Akira Taue               |                          |                          |
| 1997        | Toshiaki Kawada          |                          |                          |
| 1998        | Mitsuharu Misawa         |                          |                          |
| 1999        | Vader                    | Kenta Kobashi            |                          |
| 2000        | Kenta Kobashi            | Takao Omori              |                          |
| 2001        | Genichiro Tenryu         | Taiyō Kea                | [ 2 ]                    |
| 2002        | Keiji Mutō               | Mike Barton              |                          |
| 2003        | Satoshi Kojima           | Arashi                   |                          |
| 2004        | Keiji Mutō               | Kensuke Sasaki           |                          |
| 2005        | Kensuke Sasaki           | Jamal                    | [ 3 ]                    |
| 2006        | Taiyō Kea                | Suwama                   |                          |
| 2007        | Keiji Mutō               | Toshiaki Kawada          |                          |
| 2008        | Suwama                   | Hiroshi Tanahashi        | [ 4 ]                    |
| 2009        | Minoru Suzuki            | Kaz Hayashi              | [ 5 ]                    |
| 2010        | Minoru Suzuki            | Masakatsu Funaki         |                          |
| 2011        | Yūji Nagata              | Seiya Sanada             | [ 6 ]                    |
| 2012        | Taiyō Kea                | Suwama                   | [ 7 ]                    |
| 2013        | Jun Akiyama              | Kai                      | [ 8 ]                    |
| 2014        | Takao Omori              | Jun Akiyama              | [ 9 ]                    |
| 2015        | Akebono                  | Suwama                   | [ 10 ]                   |
| 2016        | Daisuke Sekimoto         | Zeus                     | [ 11 ]                   |
| 2017        | Shuji Ishikawa           | Joe Doering              | [ 12 ]                   |
| 2018        | Naomichi Marufuji        | Kento Miyahara           |                          |
| 2019        | Kento Miyahara           | Jake Lee                 |                          |
| 2020        | Zeus                     | Kento Miyahara           | [ 13 ]                   |
| 2021        | Jake Lee                 | Kento Miyahara           | [ 14 ]                   |
| 2022        | Yuma Aoyagi              | Jake Lee                 |                          |